# Aclista
Aclista är ett släkte av steklar som beskrevs av Förster 1856. Aclista ingår i familjen hyllhornsteklar.
Släktet Aclista indelas i:
- Aclista acuta
- Aclista alticollis
- Aclista analis
- Aclista angusta
- Aclista arisba
- Aclista bispinosa
- Aclista bitens
- Aclista boops
- Aclista cantiana
- Aclista clito
- Aclista crassistilus
- Aclista dubia
- Aclista elevata
- Aclista evadne
- Aclista filiformis
- Aclista flavicornis
- Aclista flavicoxis
- Aclista folia
- Aclista fractinervis
- Aclista fusca
- Aclista fuscinervis
- Aclista gracilis
- Aclista haemorrhoidalis
- Aclista insolita
- Aclista janssoni
- Aclista lugens
- Aclista marshalli
- Aclista mycale
- Aclista neglecta
- Aclista nigriceps
- Aclista oxytoma
- Aclista pallida
- Aclista praeclara
- Aclista prolongata
- Aclista prudens
- Aclista rufipes
- Aclista rufopetiolata
- Aclista scutellaris
- Aclista soror
- Aclista striolata
- Aclista subaequalis
- Aclista testacea